# 韋安祖
韋安祖（英語：Andrew James Wright，1983年8月27日—）生於香港，是一位已退役的三項鐵人耐力賽運動員。韋安祖曾經在2006年多哈亞運和2010年廣州亞運兩度獲得第七名，保住了三項鐵人運動為香港精英運動項目。

## 生平
韋安祖在1983年出世，出身運動世家。父親是英軍，1983年被派駐香港時，在港誕下韋安祖，隨後因駐守塞浦路斯、德國、北愛爾蘭和英國等地而搬遷過數次，不過很快搬回香港定居。韋安祖的叔叔Steve Wright早於1979年已贏過香港馬拉松冠軍，個人10公里最佳成績為31分30秒。

## 2006年多哈亞運
韋安祖在2006年多哈亞運的三項鐵人比賽中，得到第7名的成績。

## 2008年亞洲沙灘運動會
李致和、山本淳一及韋安祖在2008年10月26日舉行的2008年亞洲沙灘運動會三鐵賽事中鬥得叮噹碼頭，三人在起先的游泳及單車時難分高低，惟李致和成功利用強項跑步逐漸帶出，最終以一小時五十二分四十九秒壓倒另外三十一名對手，較次席的山本淳一快上半分鐘，隊友韋安祖則摘下銅牌。

## 2010年廣州亞運
港三鐵隊由於在2008年和2009年未能取得足夠的體院精英項目要求的積分，陷於被擯出局的邊緣，因此港隊於2010年廣州亞運若未能取得任何獎牌，在2011年4月將被踢出精英項目，嚴重影響於李致和退役後的港隊命運。
韋安祖在2010年廣州亞運的三項鐵人比賽中，在李致和的掩護下，以1小時54分45.472秒的時間，得到第7名的成績，使香港政府為三項鐵人體育會再次提供$1,200萬的「續命費」，因此韋安祖是香港三項鐵人運動的「救世主」。

## 營商及退役
韋安祖在2009年在跑馬地開設Tribal三項鐵人專門店。由於韋安祖近年受傷患困擾，影響成績，早前亦已退役，希望可專心推廣三鐵，令這項運動普及化，更多香港市民參加。韋安祖和友人更開設公司舉辦三鐵賽事，第1擊於2012年4月8日於香港科學園舉行，除推廣三項鐵人運動外，也順便做善事，原因報名費百分之十會捐給「關懷愛滋」。

## 外部連結
- 2010年廣州亞運會香港代表團 - 韋安祖[永久]
- 铁人三项 - 韦安祖 - 简历[]